# Sulla mia pelle (colonna sonora)
Sulla mia pelle, pubblicato il 12 settembre 2018, è la colonna sonora dell'omonimo film, diretto da Alessio Cremonini, a cura dei Mokadelic.
Con questa colonna sonora i Mokadelic sono candidati ai Premi David di Donatello nella sezione Miglior Musicista.

## Descrizione
Registrato presso Abbey Rocchi Studios di Roma da Tommaso Cancellieri e Mokadelic.
Missato e masterizzato presso Groovefarm di Roma da Davide Palmiotto.
L'album è costituito da 12 tracce strumentali originali composte dai Mokadelic.

## Tracce
1. Sulla mia pelle
2. Niente fa male
3. Rx
4. Calmo e zitto
5. La prima notte
6. Qui non c'è posto
7. Le scale
8. Viaggio al tribunale
9. Immobile
10. Notizia morte
11. La fine sulla pelle
12. Running rave

## Formazione
- Alessio Mecozzi
- Cristian Marras
- Alberto Broccatelli
- Maurizio Mazzenga
- Luca Novelli